# Ахберг
Ахберг (нім. Achberg) — громада в Німеччині, знаходиться в землі Баден-Вюртемберг. Підпорядковується адміністративному округу Тюбінген. Входить до складу району Равенсбург.
Площа — 12,92 км2. Населення становить 1745 ос. (станом на 31 грудня 2020).